# Lois Austin
Lois Austin (3 de abril de 1901 – 26 de abril de 1957) fue una actriz cinematográfica y televisiva de estadounidense. 
Nacida en Minneapolis, Minnesota, se hizo conocida por su participación en series televisivas como Ma and Pa Kettle at the Fair (1952) y Amos 'n' Andy (1951–53), en la que hacía el papel de "Harriett Harrington". También trabajó en You Are There en 1955.
Lois Austin falleció en Hollywood, California, en 1957, a causa de una caquexia. Tenía 56 años de edad. Fue enterrada en el Cementerio Forest Lawn Memorial Park de Glendale, California.